# Agabus pseudoclypealis
Agabus pseudoclypealis är en skalbaggsart som beskrevs av Scholz 1933. Agabus pseudoclypealis ingår i släktet Agabus och familjen dykare. Enligt den finländska rödlistan är arten sårbar i Finland. Arten har ej påträffats i Sverige. Artens livsmiljö är bäckar. Inga underarter finns listade i Catalogue of Life.